# Migmatita
La migmatita es una roca metamórfica, producto de la fusión parcial de otra preexistente, cuyos componentes están dispuestos en ella en forma de vetas sinuosas de textura fluida.  Se forma en ambientes metamórficos de grado medio y alto, comúnmente en bloques cratónicos precámbricos. Está formada por dos o más constituyentes, a menudo en capas intercaladas: uno de ellos, llamado neosoma, es la fracción que experimentó fusión; por su color generalmente claro es llamado también leucosoma; mientras que el otro, llamado paleosoma, representa la roca original no fundida, y debido a su color oscuro, melanosoma. Comúnmente, las migmatitas se encuentran como restos de cadenas montañosas muy erosionadas.

## Formación
Las migmatitas se forman en condiciones de temperatura y presión extremas durante el metamorfismo progradante, cuando se produce una fusión parcial. Los componentes de nueva formación, enriquecidos en sílice de la matriz forman el neosoma. El remanente no fundido forma el paleosoma,  Las migmatitas a menudo aparecen como venas intercaladas, apretadamente plegadas (pliegues ptigmáticos), formadas por segregaciones de leucosomas de composición granítica, exueltos dentro del melanosoma, rico en anfíboles y biotitas de color oscuro. Si está presente, un mesosoma, de color intermedio  constituye el remanente menos modificado de la roca madre metamórfica. Los componentes de color claro a menudo dan la apariencia de haber sido fundidos y movilizados.
En palabras más técnicas, una migmatita se genera debido a la fusión parcial de una roca silicatada, una vez que ésta ha alcanzado la facies metamórfica granulita. En esas condiciones de presión y temperatura (por ejemplo, a 700 °C y 10 kbar) se genera la reacción Biotita -> Ortopiroxeno + K Feldespato + H2O. Si el agua liberada en la reacción no escapa del sistema, entonces propicia la fusión parcial de la roca. Posteriormente (una vez que ese fundido cristaliza), se forma la migmatita (cuyo fundido cristalizado se denomina leucosoma, y el resto melanosoma). En caso contrario (que el H2O sí logre escapar del sistema) la roca se convertiría en una granulita.

## Etimología
El petrólogo finlandés Jakob Sederholm introdujo el término en 1907, para designar las rocas del Escudo Báltico en el sur de Finlandia. La palabra se deriva del griego μιγμα: migma, que significa mezcla.